# Си Хунъянь
Си Хунъя́нь (род. 17 марта 1964 года в провинции Хэйлунцзян, Китай) — бывшая китайская фигуристка, тренер, выступавшая в танцах на льду в паре с Чжао Сяолэй, участница зимних Олимпийских игр 1984 года.

## Спортивная биография
В 1984 году Си Хунъянь вместе с Чжао Сяолэй приняла участие в зимних Олимпийских играх 1984 года в Сараево. Однако показать высокий результат китайской паре не удалось. По итогам трёх выступлений Си и Чжао заняли последнее 19-е место. По окончании игр пара распалась.
В настоящее время Си Хунъянь работает тренером. Её учениками являются пары Хуан Синьтун/Чжэн Сюнь, Юй Сяоян/Ван Чэнь.